# 第46独立作戦任務旅団 (ロシア国内軍)
第46独立作戦任務旅団（46-я отдельная бригада оперативного назначения）は、ロシア国内軍北カフカーズ国内軍管区に所属する旅団級部隊。チェチェン共和国内に駐屯し、対テロ作戦を実行している。現在はロシア国家親衛隊の指揮下にある。
旅団本部は、グロズヌイ郊外のセーヴェルヌイ空港地区に位置し、グデルメス、ウルス・マルタン、シェルコフスカヤ、ナウルスカヤ、チェルヴレナヤに分屯地を有する。

## 沿革
- 2000年2月 - ロシア内務省参事会により、グロズヌイを駐屯地とする作戦任務旅団の創設が決定。
- 2000年10月 - 国内軍総司令官が、旅団の戦闘準備状況について内務相に報告。
- 2000年11月 - 戦闘任務に投入。
- 2007年 - 兵員を1万5千人まで増員し、2個作戦任務連隊を編成。

## 編制
- 第231作戦任務大隊
- 第351作戦任務大隊
- 第348作戦任務大隊
- 第358作戦任務大隊
- 第349作戦任務大隊
- 第360作戦任務大隊
- 第6砲兵大隊
- 第7砲兵大隊
- 第352独立偵察大隊
- 第353独立通信大隊
- 第354独立工兵大隊
- 第6独立放射線・化学・生物学防護中隊
- 貨物警備・護送大隊
- 第355独立修理・復旧大隊
- 第356独立物資保障大隊
- 第357独立衛生大隊
- 第32ovk
- アフマド・カディロフ名称第141特殊自動車化連隊[1]
- 第249独立特殊自動車化大隊「ユーク」